# Всеобщие выборы в Коста-Рике (2006)
Президентские и парламентские выборы в Коста-Рике прошли 5 февраля 2006 года. На них были избраны президент Коста-Рики, два вице-президента и 57 депутатов Законодательного собрания Коста-Рики.
На президентских выборах кандидат от Партии национального освобождения экс-президент Коста-Рики и нобелевский лауреат Оскар Ариас Санчес и кандидат от Партии гражданского действия Оттон Солис набрали очень близкое число голосов, несмотря на то, что предвыборные опросы показывали большой отрыв Ариаса. Предварительный подсчёт показал, что Ариас набирал 40,51 % голосов, а Солис — 40,29 % при абсолютной разнице лишь в 3250 бюллетеней. Верховная избирательная комиссия объявила о необходимости ручного пересчёта голосов и официальные результаты стали известны только через две недели после выборов.
На парламентских выборах победу одержала Партия национального освобождения, получив 25 из 57 мест Законодательного собрания.

## Президентские выборы

### Кандидаты
Всего было зарегистрировано 14 кандидатов в президенты, однако лишь несколько получили значительное количество голосов.
- Оскар Ариас Санчес от правящей Партии национального освобождения, бывший президент Коста-Рики (1986—1990) и лауреат Нобелевской премии мира 1987 года за Эскипуласский мирный договор.
- Оттон Солис, один из основателей Партии гражданского действия и кандидат в президенты на выборах 2002 года. Он участвовал в выборах в попытке сломать установившуюся в стране двухпартийную систему.[1]
- Отто Гевара, основатель Либертарианского движения, выступавшего за уменьшение роли государства в жизни граждан и депутат Законодательного собрания с 1998 года.
- Рикардо Толедо, член Партии социал-христианского единства, близкий друг президента Коста-Рики Абеля Пачеко.
- Антонио Альварес, член Союза за партию перемен.

### Результаты
| Кандидаты — Партии                                      | Голоса    | %      |
| ------------------------------------------------------- | --------- | ------ |
| Оскар Ариас — Партия национального освобождения         | 664 551   | 40,92  |
| Оттон Солис — Партия гражданского действия              | 646 382   | 39,80  |
| Отто Гевара — Либертарианское движение                  | 137 710   | 8,48   |
| Рикардо Толедо — Партия социал-христианского единства   | 57 655    | 3,55   |
| Антонио Альварес — Союз за партию перемен               | 39 557    | 2,44   |
| Хосе Мануэль Эчанди Меса — Национальная партия единства | 26 593    | 1,64   |
| Хуан Хосе Варгас Фальяс — Партия Отечество вперёд       | 17 594    | 1,08   |
| Прочие                                                  | 33 950    | 2,09   |
| Всего (явка 65,4 %)                                     | 1 623 992 | 100,00 |
| Окончательные результаты: TSE                           |           |        |

## Парламентские выборы
| Партии                               | Голоса    | %      | Места |
| ------------------------------------ | --------- | ------ | ----- |
| Партия национального освобождения    | 589 731   | 36,54  | 25    |
| Партия гражданского действия         | 409 030   | 25,34  | 17    |
| Либертарианское движение             | 147 934   | 9,17   | 6     |
| Партия социал-христианского единства | 126 284   | 7,82   | 5     |
| Партия национального обновления      | 55 798    | 3,46   | 0     |
| Партия национального единства        | 40 280    | 2,5    | 1     |
| Союз за партию перемен               | 37 994    | 2,35   | 0     |
| Партия Отечество вперёд              | 26 438    | 1,64   | 0     |
| Партия национального спасения        | 32 909    | 2,04   | 1     |
| Доступ без исключения                | 25 690    | 1,59   | 1     |
| Широкий фронт                        | 17 751    | 1,10   | 1     |
| Прочие партии                        | 104 122   | 6,45   | 0     |
| Всего (около 65,2 %)                 | 1 613 961 | 100,00 | 57    |
| Источник: TSE                        |           |        |       |